# Компенсации жертвам Холокоста
Компенсации жертвам Холокоста — различные индивидуальные денежные выплаты пострадавшим во время Холокоста, осуществляемые ФРГ, а затем объединенной Германией в рамках исполнения Федерального закона о компенсации, а также в рамках специальных программ и фондов. Кроме того, в 1952 году было подписано Соглашение о репарациях между Германией и Израилем, по которому репарации выплачивались Государству Израиль.
20 сентября 1945 года председатель Еврейского агентства Хаим Вейцман обратился к правительствам четырёх держав, оккупировавшим территорию Германии, с просьбой вернуть евреям изъятую у них нацистами собственность, а если владельцев собственности не осталось в живых, то передать её уполномоченным еврейским организациям, которые будут расходовать средства на реабилитацию здоровья жертв Холокоста. В дальнейшем Западная Германия выразила готовность выплатить репарации за нацистские преступления. В 1952 году было подписано соглашение о репарациях, а в 1953 бундестаг принял закон о компенсации.

## Федеральный закон о компенсации
18 сентября 1953 года Германией был принят Федеральный закон о компенсации, который вступил в силу 1 октября. Закон предусматривал выплату денежных средств следующим категориям получателей:
- лица, являющиеся гражданами ФРГ и Западного Берлина по состоянию на 31 декабря 1952 года
- лица, эмигрировавшие с территории Третьего рейха по состоянию на 31 декабря 1937 года
- перемещенные лица, до 1 января 1947 года находившиеся в лагерях на территории ФРГ и Западного Берлина.

В дальнейшем круг получателей был расширен и в ограниченном объёме; под действие закона также подпадали:
- юридические лица, которые из-за преследований перенесли местонахождение с территории Третьего рейха в другие страны по состоянию на 31 декабря 1937 года
- жертвы медицинских экспериментов нацистов
- выходцы из областей, откуда в послевоенное время депортировалось немецкое население (преимущественно Чехословакия и Западная Польша)
- лица, утратившие гражданство (кроме австрийцев) и проживавшие в Израиле или других странах по состоянию на 1 октября 1953 года
- лица, не проживающие в коммунистических странах и не имеющие их гражданства по состоянию на 31 декабря 1965 года (если они ещё не получали компенсации от ФРГ).

Закон предусматривал одноразовые и ежемесячные выплаты. Критериями выплаты служили, в частности, потеря родных и близких, ущерб физическому состоянию и здоровью, лишение свободы, утрата собственности, потери капитала, потери от дискриминационного налогообложения, принудительное прерывание профессиональной карьеры, неполучение выплат по страховым полисам.
Таким образом, действие закона не распространялось на значительное число жертв Холокоста, имеющих гражданство коммунистических стран, если они не эмигрировали на Запад до 1965 года. Граждане ГДР могли рассчитывать на получение 480 марок ежемесячно, но только после достижения 60-летнего возраста у мужчин и 55-летнего у женщин.
По данному закону получали пенсии более 270 тысяч евреев. По состоянию на 1999 год число получателей составило около 120 тысяч человек.

## Соглашение между ФРГ и Израилем
10 сентября 1952 года было заключено соглашение между правительством ФРГ, правительством Израиля и «Конференцией по материальным претензиям евреев к Германии», согласно которому Германия выплачивала 3 млрд марок Израилю и 500 млн марок «Конференции».

## Программы
В 1980 году «Конференция по материальным претензиям евреев к Германии» и немецкое правительство заключили договор об образовании программы Claimes Conference Hardship Fund. Программа предусматривала единоразовую выплату в размере 5 тысяч марок тем, кто ранее не имел возможности обратиться за помощью (преимущественно эмигранты из стран Восточной Европы). По состоянию на 1998 год получателями стали более 180 тысяч человек.
В 1990 году после объединения Германии состоялись переговоры между «Конференцией» и немецким правительством по поводу реституции еврейской собственности. Продажа принесла 250 млн долларов, и в 1993 году была образована программа Claimes Conference Article 2 Fund, которая предусматривала ежемесячные выплаты. По состоянию на конец 1998 года получателями стали более 41 тысячи человек. Всего по этим двум программам было выплачено более 1,5 млрд марок по состоянию на 1998 год.
В 1998 году Конференция провела переговоры с правительством Германии о компенсациях гражданам стран Центральной и Восточной Европы, а также бывшего СССР. Программа начала действовать с 1 января 1999 года, на её реализацию Германия выделила 200 млн марок.
В июле 2008 года евреев, переживших блокаду Ленинграда, приравняли к жертвам Холокоста. Все, кто сможет предъявить документы о нахождении в Ленинграде в период с сентября 1941 по январь 1944 или документы об эвакуации из города в этот период, получат одноразовую выплату в размере 2556 евро.

## Компенсации со стороны предприятий
В конце 1957 года бывшие узники концлагерей, работавшие на немецкие предприятия, образовали организацию «Комитет бывших еврейских принудительных рабочих». После переговоров фирмы I.G. Farbenindustrie, Krupp, AEG, Siemens, Rheinmetall перевели на счета «Конференции по материальным претензиям евреев к Германии» около 52,5 млн марок.

## Компенсации и реституции в других странах
Ряд правительств, ранее оккупированных нацистами и союзных нацистам стран Европы, через десятилетия после войны также приняли на себя обязательства по реституции имущества евреев, которое было конфисковано в 1939—1945 годах.
В Венгрии «Закон о компенсации» был принят в июне 1991 года. Впоследствии этот закон был дополнен другими нормативными актами. Общая сумма компенсации составила около 100 млрд форинтов.
В Польше 20 февраля 1997 года был принят закон «Об отношении государства к еврейским общинам в Польской республике», по которому еврейской общине компенсировалось лишь культовое имущество.
В Норвегии в 1998 году правительство приняло решение выплатить 450 млн норвежских крон — ту сумму, которая была конфискована норвежским казначейством во время Второй мировой войны. Эта сумма поделена на 4 части: индивидуальные выплаты всем оставшимся в живых и их наследникам, коллективные выплаты еврейским общинам в Норвегии и их учреждениям, взнос в пользу международных еврейских организаций и начальная сумма на создание в Норвегии Центра по изучению Холокоста и проблем меньшинств в целом.
11 марта 2008 года правительство Бельгии, банки и страховые компании пришли к соглашению с еврейской общиной страны о выплате компенсации еврейским семьям, пострадавшим в годы Холокоста. Общая сумма выплат составит 110 миллионов евро.
25 июня 2009 года правительство Литвы представило в сейм проект закона о выплате еврейской общине компенсации в размере 113 млн литов (32,7 млн евро). 13 июля правительство приняло решение об увеличении суммы до 130 млн литов (37 млн евро) в связи с добавлением стоимости двух зданий в Вильнюсе. Выплаты были запланированы на 10 лет, начиная с 2012 года.

## Швейцарские банки
Многие жертвы Холокоста, а также те, кто присвоил их собственность, имели счета в швейцарских банках. Учитывая секретность информации о владельцах счетов, множество депозитов и счетов до востребования оказались «спящими» — их владельцы либо умерли, либо потеряли к ним доступ, а наследники не имели информации об этих счетах. Банки сознательно скрывали информацию от потенциальных наследников.
В конце 1996 года в США жертвами Холокоста было возбуждено несколько исков против швейцарских банков. Истцы обвиняли банки в том, что они сознательно удерживали и скрывали активы жертв Холокоста и отмывали полученные незаконным путём средства нацистов. В августе 1998 года сторонами было заключено соглашение о компенсации на сумму в 1,25 млрд долларов, подписанное с условием, что истцы раз и навсегда отказываются от дальнейших претензий к банкам и к швейцарскому правительству по делам, связанным с Холокостом.
В феврале 2001 года Швейцарская банковская ассоциация опубликовала список предполагаемых пострадавших чтобы они сами или их наследники могли предъявить претензии. В списке была 21 тысяча имён. Для предъявления исков по данному списку был установлен полугодичный срок. В 2005 году был опубликован новый список — на 3000 имён.

## Специальные льготы
В Израиле выжившие жертвы нацистских преследований имеют право на ряд специальных льгот. В первую очередь это касается узников гетто и концентрационных лагерей. Этим занимается специальный государственный орган Управление по правам лиц переживших Холокост при канцелярии премьер-министра Израиля.